# Kohatu (Neuseeland)
Kohatu ist eine Ortschaft im Tasman District auf der Südinsel von Neuseeland.

## Namensherkunft
Kohatu bedeutet in der Sprache der Māori Stein oder Felsen.

## Geographie
Die Siedlung befindet sich rund 41 km südwestlich von Nelson im Tal des Motueka River und südöstlich der Mündung des Motupiko River in den Motueka River.

## Geschichte
Die Siedlung erhielt durch den am 2. März 1899 eröffneten Abschnitt der Nelson Section bis nach Motupiko einen Bahnanschluss nach Nelson. Die Strecke wurde nach mehreren Erweiterungen bis zur Gowan Bridge am 3. September 1955 endgültig stillgelegt und danach zurückgebaut.

## Wirtschaft
Die Siedlung lebt von der Farmwirtschaft und vom Obstanbau.

## Infrastruktur

### Straßenverkehr
Durch Kohatu führt der New Zealand State Highway 6, der die Siedlung mit Nelson im Nordosten und mit der West Coast im Westen verbindet.
Der Motueka Valley Highway, der frühere State Highway 61, zweigt von Kohatu nach Norden hin ab und verbindet die Siedlung mit dem rund 38 km nordöstlich liegenden Motueka. Die Straße ermöglicht auch einen Zugang zum Kahurangi National Park.